# Grand Prix de Denain 1980
La 22e édition du Grand Prix de Denain a eu lieu en avril 1980. Elle a été remportée par le Belge Leo Van Thielen.

## Équipes
| Équipes professionnelles (5)- Eurobouw-Cambio Rino - La Redoute-Motobécane - Marc-Carlos-V.R.D.-Woningbouw - IJsboerke-Warncke Eis - Safir-Ludo |
| |

## Classement final
Leo Van Thielen remporte la course,.
| \| Classement général \| Classement général \| Classement général \| Classement général \| Classement général \| \| Coureur \| Coureur \| Pays \| Équipe \| Temps \| \| ------------------ \| ---------------------- \| ------------------ \| ----------------------------- \| ------------------ \| \| 1er \| Léo Van Thielen \| Belgique \| Eurobouw-Cambio Rino \| 4 h 38 min 55 s \| \| 2e \| Jean-Philippe Pipart \| France \| La Redoute-Motobécane \| \| \| 3e \| Roger Verschaeve \| Belgique \| Marc-Carlos-V.R.D.-Woningbouw \| \| \| 4e \| Gustaaf Van Roosbroeck \| Belgique \| IJsboerke-Warncke Eis \| \| \| 5e \| Hendrik Vandenbrande \| Belgique \| Safir-Ludo \| \| \| 6e \| Michel Vaarten \| Belgique \| Eurobouw-Cambio Rino \| \| |                        |          |                               |                 |
| |                        |          |                               |                 |
| Source : Cycling Archives |                        |          |                               |                 |
| Classement général |                        |          |                               |                 |
| Coureur | Coureur                | Pays     | Équipe                        | Temps           |
| 1er | Léo Van Thielen        | Belgique | Eurobouw-Cambio Rino          | 4 h 38 min 55 s |
| 2e | Jean-Philippe Pipart   | France   | La Redoute-Motobécane         |                 |
| 3e | Roger Verschaeve       | Belgique | Marc-Carlos-V.R.D.-Woningbouw |                 |
| 4e | Gustaaf Van Roosbroeck | Belgique | IJsboerke-Warncke Eis         |                 |
| 5e | Hendrik Vandenbrande   | Belgique | Safir-Ludo                    |                 |
| 6e | Michel Vaarten         | Belgique | Eurobouw-Cambio Rino          |                 |